# Julidochromis dickfeldi
Julidochromis dickfeldi là một loài cá thuộc họ Cichlidae. Nó là loài đặc hữu của hồ Tanganyika in Africa nơi Loài này có ở Cộng hòa Dân chủ Congo, Tanzania, và Zambia.